# Alcântara (Lisbonne)
Pour les articles homonymes, voir Alcântara.
Alcântara est une freguesia de Lisbonne, située à l'ouest du centre-ville.